# 森川由起乙
森川 由起乙（もりかわ ゆきお、1993年2月6日 - ）は、ジャパンラグビーリーグワン東京サントリーサンゴリアスに所属するラグビーユニオン選手。

## プロフィール
- 兵庫県尼崎市出身。
- ポジションはプロップ(PR)。
- 身長 180 cm、体重 112 kg
- ニックネームはもり、ゆきお。
- U17日本代表に選ばれたことがある[1]。
- 2022年現在同じチームに所属している呉季依典は弟[2]。
- 日本代表キャップは2。（2022年7月9日現在）

## 略歴
13歳からラグビーを始めた。
男5人兄弟の三男。弟2人もラグビー選手。四男の呉味和昌(PR、2020年引退)、五男の呉季依典(HO)。
2011年、京都成章高校卒業後、帝京大学に入学する。なお京都成章高校時代、主将を務めて、高校日本代表候補に選ばれたことがある。
2014年、帝京大学ラグビー部の副将に就任した。
2015年、帝京大学卒業後、サントリーサンゴリアス(現・東京サントリーサンゴリアス)に加入。同年11月13日に行われたジャパンラグビートップリーグ第1節のパナソニック ワイルドナイツ戦に先発出場で公式戦初出場を果たした。
2021年、社員からプロ契約選手に転じる。再結成されたサンウルブズのメンバーに選ばれた。
2022年7月2日に行われたリポビタンDチャレンジカップ2022フランス戦にて途中出場で日本代表初キャップを獲得した。